# Руда (Пільський повіт)
Руда (пол. Ruda, нім. Johannisburg, Kreis Wirsitz) — село в Польщі, у гміні Вижиськ Пільського повіту Великопольського воєводства.
Населення — 203 особи (2011).
У 1975-1998 роках село належало до Пільського воєводства.

## Демографія
Демографічна структура станом на 31 березня 2011 року:
|          | Загалом | Допрацездатний вік | Працездатний вік | Постпрацездатний вік |
| -------- | ------- | ------------------ | ---------------- | -------------------- |
| Чоловіки | 100     | 23                 | 72               | 5                    |
| Жінки    | 103     | 24                 | 68               | 11                   |
| Разом    | 203     | 47                 | 140              | 16                   |